# Precious Ogbevoen
Osaruonamen Precious Ogbevoen (* 28. Oktober 1995 in Nigeria) ist ein österreichischer American-Football-Spieler auf der Position des Linebackers. Er spielte am New Mexico Military Institute Junior-College-Football in den Vereinigten Staaten.

## Werdegang
Vienna Vikings
Ogbevoen begann 2010 in der Jugendabteilung der Vienna Vikings mit dem American Football. In seiner zweiten Saison wurde er mit dem Team Sieger des Jugend Bowls XVIII. In seiner ersten Herrensaison 2013 wurde er mit den Vikings ungeschlagen österreichischer Staatsmeister. Zudem war er mit dem Team aus der Landeshauptstadt auch im Eurobowl erfolgreich. Darüber hinaus wurde er 2013 mit der österreichischen Junioren-Nationalmannschaft Europameister. Ein Jahr später nahm er für Österreich an der U19-Weltmeisterschaft in Kuwait teil und führte dabei sein Team in Tackles an. Nach der Saison 2015 wurde er teamintern als Defensive MVP ausgezeichnet. Im Jahr 2017 genoss Ogbevoen im österreichischen Bundesheer als Heeressportler seine Grundausbildung.  Im selben Jahr gewann Ogbevoen mit den Vikings erneut die Austrian Bowl.
New Mexico Military Institute Broncos
Knapp 20 Stunden nach Gewinn der Austrian Bowl 2017 reiste Ogbevoen nach Roswell, New Mexico, wo er am New Mexico Military Institute ein volles Stipendium erhalten hat. Mit den Broncos spielte er auf höchstem Junior-College-Niveau. Zwischen 2017 und 2019 kam er in 17 Spielen zum Einsatz und verzeichnete dabei 30 Tackles, darunter 0,5 Tackles für Raumverlust. Nach der Saison 2019 wurde er als „Most Motivational Player“ ausgezeichnet.
New Mexico Highlands University
2020 verpflichtete er sich für die New Mexico Highlands University, kam für die Cowboys aber nie zum Einsatz.
Frankfurt Galaxy
Zur Premierensaison der European League of Football 2021 wurde Ogbevoen von der Frankfurt Galaxy unter Cheftrainer Thomas Kösling verpflichtet. Ogbevoen fungierte dabei in einer 3-4 Defense als einer der beiden Stammspieler als Inside Linebacker. Mit der Galaxy erreichte er das ELF Championship Game in Düsseldorf, das die Frankfurter mit 32:30 gegen die Hamburg Sea Devils gewinnen konnten. Ogbevoen verzeichnete im Finale neun Tackles.
Stuttgart Surge
In der Offseason 2021/22 wurde Ogbevoen von Athletik- und Personal-Coach Christian Mohr trainiert. Ende März 2022 verpflichtete Stuttgart Surge Ogbevoen für die ELF-Saison 2022. Auch bei Surge war der Österreicher Stammspieler. Im Juni brach er sich die Mittelhand, verpasste aber nur ein Spiel und stand anschließend mit gebrochener Hand auf dem Platz. Mit Stuttgart beendete er die Saison sieglos mit 0-12. Nach der Saison wurde er in das zweite All-Star Team berufen.
Raiders Tirol
Am 9. März 2023 gaben die Raiders Tirol die Verpflichtung von Ogbevoen bekannt, womit dieser gemeinsam mit seinem Bruder Lucky Efosa in einem Team spielt.

## Statistiken
| Jahr                            | Team             | Spiele | Tackles | Tackles | Tackles | Tackles | Tackles | Pass Defense | Pass Defense | Pass Defense | Pass Defense | Pass Defense | Fumbles | Fumbles | Fumbles |
| Jahr                            | Team             | Spiele | Total   | Solo    | Ast     | TFL     | Sack    | INT          | YDS          | TD           | BU           | PD           | FF      | FR      | TD      |
| ------------------------------- | ---------------- | ------ | ------- | ------- | ------- | ------- | ------- | ------------ | ------------ | ------------ | ------------ | ------------ | ------- | ------- | ------- |
| European League of Football     |                  |        |         |         |         |         |         |              |              |              |              |              |         |         |         |
| 2021                            | Frankfurt Galaxy | 10     | 036     | 10      | 26      | 02,5    | 1,0     | 1            | 3            | 0            | 1            | 2            | 0       | 0       | 0       |
| 2022                            | Stuttgart Surge  | 11     | 084     | 39      | 45      | 13,5    | 5,0     | 1            | 1            | 0            | 2            | 3            | 1       | 1       | 0       |
| 2023                            | Raiders Tirol    | 12     | 055     | 18      | 37      | 3,5     | 0,5     | 0            | 0            | 0            | 0            |              | 0       | 0       | 0       |
| ELF Gesamt                      | ELF Gesamt       | 31     | 175     | 67      | 108     | 19,5    | 6,5     | 2            | 4            | 0            | 3            | 5            | 1       | 1       | 0       |
| Quellen: sportsmetrics.football |                  |        |         |         |         |         |         |              |              |              |              |              |         |         |         |

| Jahr                            | Team             | Spiele | Tackles | Tackles | Tackles | Tackles | Tackles | Pass Defense | Pass Defense | Pass Defense | Pass Defense | Fumbles | Fumbles | Fumbles |
| Jahr                            | Team             | Spiele | Total   | Solo    | Ast     | TFL     | Sack    | INT          | YDS          | TD           | BU           | FF      | FR      | TD      |
| ------------------------------- | ---------------- | ------ | ------- | ------- | ------- | ------- | ------- | ------------ | ------------ | ------------ | ------------ | ------- | ------- | ------- |
| European League of Football     |                  |        |         |         |         |         |         |              |              |              |              |         |         |         |
| 2021                            | Frankfurt Galaxy | 2      | 17      | 3       | 14      | 1,0     | 0       | 0            | 0            | 0            | 0            | 0       | 0       | 0       |
| ELF Gesamt                      | ELF Gesamt       | 2      | 17      | 3       | 14      | 1,0     | 0       | 0            | 0            | 0            | 0            | 0       | 0       | 0       |
| Quellen: sportsmetrics.football |                  |        |         |         |         |         |         |              |              |              |              |         |         |         |

## Privates
Wanderte mit seiner Familie im Kindesalter nach Österreich ein. Sein jüngerer Bruder Lucky Ogbevoen ist ebenfalls im American Football aktiv. Während der Saison 2021 lebte Ogbevoen gemeinsam mit Teamkollege Marius Riepe in einer Wohngemeinschaft.